# Нітелопсіс притуплений
Нітелопсіс притуплений (Nitellopsis obtusa) — вид харофіцієвих зелених водоростей. Раритетний вид водоростей, занесений до Червоної книги України та інших природоохоронних документів. Релікт.

## Опис
Макроскопічна галузиста дводомна, зеленкувата до коричнюватого відтінку водорість, 30–50 см заввишки (у глибоких водах до 1 м). Стебла міцні, слабко галузисті, до 2 мм в діаметрі; з нижніх вузлів, які занурені в мул, формуються ризоїдоподібні гілки, вузли яких перетворюються у великі білі зіркоподібні бульбочки. Міжвузля до 20 см завдовжки, майже рівні довжині листків. Кільця з 5–7 прямих листків. Листки довгі, з 2–3 члеників, з листочками в 1–2 вузлах, інколи без них, верхівкова клітина загострена або з шипиком. Гаметангії поодинокі або парні; оогонії майже кулясті 1100—1400 мкм завдовжки, 1000—1200 мкм завширшки; антеридії округлі 880—1100 мкм у діаметрі.

## Поширення. Екологія
Вид євразійський; інтродукований до Лаврентійських Великих озер у Північній Америці.
Розвивається у прісних стоячих (глибокі озера, ставки, канави) або слабко проточних водоймах, зрідка у неглибоких солонуватих водах лиманів. Формує асоціативні угруповання для розвитку безхребетних та розмноження риб.
В Україні виявлений у Поліссі, Лісостепу та Степу. Найбільш відомий із степової зони. Адм. регіони: Вл, Кв, Чк, Хр, Дц, Од, Мк, Хс. Трапляється ізольованими групами, зазвичай, рослини одного місцезростання є лише жіночими або чоловічими, що є наслідком здатності до вегетативного розмноження.

## Охорона
Нітелопсіс притуплений занесений до Червоної книги України (охоронна категорія: рідкісний вид), а також до Червоної книги Чорного моря. Основною загрозою є антропогенне та рекреаційне навантаження (замулення глибоких озер, руйнування біотопів заплави річок, евтрофування). В Україні не охороняється. Необхідне формування альгорезерватів у місцях зростання.